# Ingegerd Wirtberg
Ingegerd Wirtberg, född 7 november 1947, död 23 februari 2021, var en svensk psykoterapeut och forskare inom psykologi.

## Biografi
Wirtberg utbildade sig till förskollärare och senare legitimerad psykoterapeut, och disputerade 1992 i medicinsk vetenskap med avhandlingen His and her childlessness som kartlade och beskrev mäns och kvinnors upplevelser av ofrivillig barnlöshet. Wirtberg gjorde ytterligare insatser inom detta område, och publicerade 2007 en studie Life 20 years after unsuccessful infertility treatment.
Wirtberg blev efter sin disputation docent på halvtid vid institutionen för psykologi vid Lunds universitet. Hon var från 1994 kursansvarig för psykoterapeutprogrammet med inriktning familjeterapi som då gavs vid medicinska fakulteten, en uppgift som hon fortsatte med till år 2000 samt från 2003 till 2009.
Wirtberg har tillsammans med Monica Hedenbro utvecklat Marte meo-metoden(no) som syftar till att förbättra samspel och kommunikation mellan barn och föräldrar. Bok och metodik har översatts till danska, norska och engelska och givits ut i nya upplagor, och fått stor användning inom skola, vård och omsorg.
I sitt arbete med projekt inom utredning, utbildning och handledning med interaktionistiska teorier som grund tydliggjorde hon hur bristfällig kommunikation och misskötta konflikter kan äventyra samspel och samarbete, samt värdet av att bygga på människors personliga styrkor i stället för brister och defekter.

### Familj
Ingegerd Wirtberg var gift med Bill Petitt som också var medförfattare till flera av hennes publikationer.